# Engage.eu
Engage.eu (Eigenschreibweise ENGAGE.EU) ist eine europäische Hochschulallianz, bestehend aus neun Hochschulen aus Europa mit Schwerpunkten in den Bereichen Wirtschafts- und Sozialwissenschaften.
Engage.eu wurde 2020 gegründet und wird von der Universität Mannheim in Deutschland koordiniert. Ziel von Engage.eu ist die Förderung der transnationalen Zusammenarbeit in Bildung und Forschung. Durch akademische Programme, Forschungsinitiativen und Partnerschaften fördert die Allianz interdisziplinäre Zusammenarbeit, Innovation und Engagement zur Bewältigung gesellschaftlicher Herausforderungen.

## Geschichte
Gegründet wurde Engage.eu im Rahmen der 2017 ins Leben gerufenen „European Universities initiative“ der Europäischen Kommission, deren Ziel es ist, länderübergreifende Bündnisse von Hochschuleinrichtungen zu bilden. Die Allianz wurde in der zweiten Ausschreibungsrunde im Jahr 2020 im Rahmen des Programms Erasmus+ zur Förderung ausgewählt und nahm noch im selben Jahr ihre Tätigkeit auf.
Zu den sieben Gründungshochschulen gehören die Libera Università Internazionale degli Studi Sociali Guido Carli in Rom (Luiss), die Norwegian School of Economics (NHH) in Bergen, die Universität Tilburg, die Universität Mannheim, die Universität für Nationale und Weltwirtschaft in Sofia, die Universität Toulouse Capitole und die Wirtschaftsuniversität Wien.
Im Jahr 2022 sind die Hanken School of Economics in Helsinki/Vaasa und die Ramon Llull University in Barcelona Engage.eu beigetreten und wurden 2023 offiziell vollwertige Partner, sodass die Allianz nun neun Partneruniversitäten umfasst. Im Juli 2023 gab die Europäische Kommission die Fortsetzung der Finanzierung von Engage.eu bis 2027 bekannt. Bis Ende 2025 wird die Schweizer Universität St. Gallen als assoziierte Hochschulpartnerin Engage.eu beitreten.

## Mitgliedsinstitutionen
Die Engage.eu-Allianz besteht aus folgenden Universitäten:
| Universität                                                      | Land        | Gründung |
| ---------------------------------------------------------------- | ----------- | -------- |
| Libera Università Internazionale degli Studi Sociali Guido Carli | Italien     | 1966     |
| Norwegian School of Economics                                    | Norwegen    | 1936     |
| Universität Tilburg                                              | Niederlande | 1927     |
| Universität Mannheim                                             | Deutschland | 1967     |
| Universität für National- und Weltwirtschaft                     | Bulgarien   | 1920     |
| Universität Toulouse Capitole                                    | Frankreich  | 1968     |
| Wirtschaftsuniversität Wien                                      | Österreich  | 1898     |
| Hanken Schwedische Handelshochschule                             | Finnland    | 1909     |
| Ramon-Llull-Universität                                          | Spanien     | 1990     |

Insgesamt betreuen diese Einrichtungen über 135.000 Studierende und akademische Mitarbeitende und spiegeln damit die Vielfalt der europäischen Hochschullandschaft wider.

## Ziele
Engage.eu widmet sich der Bewältigung gesellschaftlicher Herausforderungen durch die Förderung der Zusammenarbeit zwischen Unternehmen, Wirtschaft, Sozialwissenschaften und verwandten Disziplinen wie Recht, öffentliche Gesundheit, MINT-Fächer und Geisteswissenschaften. Zu den wichtigsten Zielen der Allianz zählen:
- Erweiterung der europäischen Bildungsmöglichkeiten durch gemeinsame akademische Programme und forschungsbasiertes Lernen
- Stärkung der interdisziplinären Forschung und Innovation in den Wirtschafts- und Sozialwissenschaften
- Ausbau europäischer akademischer und beruflicher Netzwerke durch Partnerschaften mit der Industrie, politischen Entscheidungsträgern und der Zivilgesellschaft

Engage.eu hat es sich zum Ziel gesetzt, ihre Studierende dazu zu befähigen, als sozial engagierte europäische Bürgerinnen und Bürger zu handeln und Einfluss auf die Gesellschaft insgesamt zu nehmen.
Um dies zu verwirklichen, verfolgt Engage.eu einen anwendungsorientierten Ansatz, der sich auf folgende Aspekte stützt:
1. eine starke interdisziplinäre Zusammenarbeit in sämtlichen Bereichen der Sozialwissenschaften und darüber hinaus,[12]
2. eine branchenübergreifende Zusammenarbeit mit verschiedenen Akteuren aus dem akademischen Bereich, der Privatwirtschaft, der Politik und der Zivilgesellschaft,
3. ein Mehrebenenansatz nach dem Motto „lokal denken, global handeln“, der auf regionalen Ökosystemen aufbaut und diese mit der nationalen, europäischen und globalen Ebene verknüpft.

## Akademische Kernbereiche
Die Aktivitäten von Engage.eu umfassen drei zentrale akademische Aufträge: Engaged Learning, Engaged Research & Innovation sowie Engaged in Society.

### Engaged Learning
Die Idee ist der Aufbau eines gemeinsamen Hochschulcampus mit einem zentralen Vorlesungsverzeichnis, das die Bereiche Wirtschaft und Sozialwissenschaften abdeckt, angereichert mit interdisziplinären Verbindungen zu verwandten Fachgebieten. Die Initiativen umfassen:
- Hybride und physische Mobilitätsprogramme[13]
- Signature courses
- Programme mit spezifischen Herausforderungen, die interdisziplinäre Problemlösungen fördern[14]
- Gemeinsame Masterprogramme[15]

### Engaged Research and Innovation
Die Allianz unterstützt interdisziplinäre Forschung und Innovation, indem sie die Zusammenarbeit zwischen Forschenden auf allen Berufsebenen erleichtert. Zu den Initiativen zählen:
- Engage.eu PhD Programme[16]
- Engage.eu Think Tank[17]
- Aufbau von Forschungsgemeinschaften

Diese Initiativen zielen darauf ab, den Informationsaustausch zwischen Wissenschaft, Industrie und politischen Entscheidungsträgern zu stärken.

### Engaged in Society
Engage.eu unterstützt das gesellschaftliche Mitwirken, indem es die wissenschaftliche Forschung mit den Bedürfnissen der öffentlichen Politik und der Industrie verbindet. Ermöglicht wird dies durch:
- Engage.eu Impact Hub , das die öffentliche Sichtbarkeit der Projekte und die Auswirkungen ihrer Ergebnisse auf die Politikgestaltung gewährleistet
- Engage.eu Labs , Kooperationsräume, in denen Studierende, Forschende, Unternehmen und politische Entscheidungsträger an angewandten Forschungsprojekten arbeiten[20]
- Arbeitsintegrierte Lernprogramme , die akademisches Wissen mit beruflichem Fachwissen verbinden